# بئودا
بئودا (به اسپانیایی: Beuda) یک منطقهٔ مسکونی در اسپانیا است که در گاروتاکسا واقع شده‌است. بئودا ۳۵٫۹ کیلومتر مربع مساحت دارد.